# Diethelm Ferner
Diethelm Ferner (ur. 13 lipca 1941 w Kragau, zm. 7 listopada 2023) – niemiecki piłkarz występujący na pozycji pomocnika, a także trener.

## Kariera piłkarska

### Kariera klubowa
Ferner karierę rozpoczynał jako junior w Rhenanii Bottrop. Następnie występował w zespole VfB Bottrop z 2. Oberligi. W 1963 roku przeszedł do Werderu Brema, grającego w Bundeslidze. Zadebiutował w niej 24 sierpnia 1963 w wygranym 3:2 meczu z Borussią Dortmund, a 26 października 1963 w wygranym 3:2 pojedynku z FC Schalke 04 strzelił swojego pierwszego gola w Bundeslidze. W sezonie 1964/1965 wraz z Werderem wywalczył mistrzostwo Niemiec, a w sezonie 1967/1968 wicemistrzostwo Niemiec. Zawodnikiem Werderu był przez sześć sezonów.
W 1969 roku Ferner odszedł do Rot-Weiss Essen, także występującego w Bundeslidze. W sezonie 1970/1971 spadł z nim do Regionalligi. W 1973 roku zakończył tam karierę.

### Kariera reprezentacyjna
W reprezentacji RFN Ferner rozegrał dwa spotkania. Zadebiutował w niej 29 grudnia 1963 w wygranym 4:1 towarzyskim meczu z Marokiem, a po raz drugi wystąpił 1 stycznia 1964 w przegranym 0:2 towarzyskim pojedynku z Algierią.

## Kariera trenerska
Ferner karierę rozpoczął jako trener zespołu Rot-Weiss Essen z Bundesligi. Zadebiutował w niej 28 września 1973 w wygranym 3:1 pojedynku z Werderem Brema. Rot-Weiss Essen prowadził przez dwa sezony, a w kolejnym trenował Wuppertaler SV z 2. Bundesligi. W 1976 roku objął stanowisko szkoleniowca klubu innego zespołu tej ligi – FC St. Pauli. W sezonie 1976/1977 awansował z nim do Bundesligi. W następnym sezonie wraz z zespołem zajął ostatnie, 18. miejsce w lidze i spadł z nim do 2. Bundesligi, a następnie odszedł z klubu.
W kolejnych sezonach Ferner trenował drużyny 2. Bundesligi – Rot-Weiss Essen, Hannover 96 oraz FC Schalke 04, gdzie pracował od 1983 roku. W sezonie 1983/1984 wraz z zespołem awansował do Bundesligi i prowadził go tam przez dwa sezony. W sezonie 1986/1987 był szkoleniowcem greckiego Iraklisu Saloniki. Następnie wrócił do Niemiec, gdzie ponownie prowadził zespoły 2. Bundesligi – Alemannię Aachen oraz FC Schalke 04.
W latach 1990–1995 Ferner pracował jako trener Apollonu Limassol, z którym zdobył dwa mistrzostwa Cypru (1991, 1994) oraz Puchar Cypru (1992). W kolejnych latach prowadził AEL Limassol, egipski Zamalek, kuwejcki Al-Dżahra SC, reprezentację Libanu, Apollon Limassol, egipski Al-Ittihad Aleksandria, sudański Al-Merreikh Al-Thagher, cypryjski Olympiakos Nikozja, libijski Al-Ahly Trypolis oraz grecką Kavalę, która była jego ostatnim klubem w karierze.